# Reggiano Lambrusco rosso
Il Reggiano Lambrusco rosso è un vino DOC la cui produzione è consentita nella provincia di Reggio Emilia.

## Caratteristiche organolettiche
- colore: dal rosso rubino al rosso intenso - intensità da 1,76 a 7; tonalità max 0,90
- odore: gradevole, caratteristico che varia dal fruttato al floreale
- sapore: secco, abboccato, amabile, dolce, anche vivace, fresco, gradevole, caratteristico

## Produzione
Provincia, stagione, volume in ettolitri
- nessun dato disponibile